# Доронінське сільське поселення
Доро́нінське сільське поселення (рос. Доронинское сельское поселение) — сільське поселення у складі Ульотівського району Забайкальського краю Росії.
Адміністративний центр — село Доронінське.

## Історія
Станом на 2002 рік існував Доронінський сільський округ (села Аблатуйський Бор, Аблатукан, Доронінське). Пізніше села Аблатуйський Бор та Аблатукан були виокремлені в Аблатуйське сільське поселення.
2013 року було утворено село Стародоронінське шляхом виокремлення із села Доронінське.

## Населення
Населення сільського поселення становить 679 осіб (2019; 796 у 2010, 944 у 2002).

## Склад
До складу сільського поселення входять:
| Населений пункт        | Населення, осіб (2002) | Населення, осіб (2010) |
| ---------------------- | ---------------------- | ---------------------- |
| Доронінське, село      | 944                    | 796                    |
| Стародоронінське, село | -                      | -                      |